# Hermeskeil (commune fusionnée)
Pour le chef lieu, voir Hermeskeil.
Hermeskeil est une commune fusionnée (Verbandsgemeinde) de l'arrondissement de Trèves-Sarrebourg dans la Rhénanie-Palatinat en Allemagne. Le siège de cette Verbandsgemeinde est dans la ville de Hermeskeil.
La Verbandsgemeinde de Hermeskeil consiste en cette liste d'Ortsgemeinden (municipalités locales) :

Localisation de la Verbandsgemeinde de Hermeskeil dans l'arrondissement de Trèves-Sarrebourg

1. Bescheid
2. Beuren (Hochwald)
3. Damflos
4. Geisfeld
5. Grimburg
6. Gusenburg
7. Hermeskeil
8. Hinzert-Pölert
9. Naurath (Wald)
10. Neuhütten
11. Rascheid
12. Reinsfeld
13. Züsch